# Erhard Grunwald
Erhard Grunwald (* 26. Februar 1951 in Herford; † 14. Januar 2023) war ein Generalarzt des Zentralen Sanitätsdiensts der Bundeswehr.

## Leben
Grunwald war von 1970 bis 1972 Soldat auf Zeit im Gebirgsfernmeldebataillon 8 in Murnau am Staffelsee. 1972 wurde er als Leutnant der Reserve entlassen. Anschließend studierte er mit einem Stipendium der Bundeswehr von 1972 bis 1980 Humanmedizin und Geschichtswissenschaft an der Ludwig-Maximilians-Universität München. 1980 erfolgte die Approbation als Arzt sowie die Promotionen in Medizin und Geschichtswissenschaft. Ebenfalls 1980 wurde er in die Bundeswehr als Sanitätsoffizier im Dienstgrad eines Stabsarztes wiedereingestellt. Dort hatte er Verwendungen als Assistenzarzt im Bundeswehrkrankenhaus München, als Truppenarzt beim Wehrbereichskommando VI und als Hörsaalleiter der Sanitätsakademie der Bundeswehr. 1985 habilitierte er Medizingeschichte und wurde zum Privatdozenten ernannt. Von 1985 bis 1988 war er als Oberfeldarzt der Bataillonskommandeur des Sanitätslehrbataillons 851. Nach der Eingliederung der Nationalen Volksarmee der Deutschen Demokratischen Republik in die Bundeswehr war er sechs Monate Chefarzt des übernommenen ehemaligen NVA-Lazaretts Cottbus. Anschließend wurde er stellvertretender Regimentskommandeur des Sanitätsregiments 76 und anschließend der Reservelazarettgruppe 7604. 1993 wurde er außerplanmäßiger Professor und 1995 zum Oberstarzt ernannt sowie Korpsarzt des neu aufgestellten Eurokorps. Anschließend war er Kommandeur von 1997 bis 2001 des Krisenreaktionskräfte-Lazaretts und stellvertretender Chefarzt des Bundeswehrzentralkrankenhauses Koblenz. 2001 wurde er Beauftragter des Befehlshabers des Sanitätsführungskommandos für das Gesundheitswesen in Koblenz und 2007 stellvertretender Kommandeur und Kommandeur Regionale Sanitätseinrichtungen des Sanitätskommandos II in Diez. In seiner letzten Verwendung war er ab dem 1. August 2009 Chefarzt des Bundeswehrkrankenhauses Ulm. Am 22. Dezember 2009 erfolgte die Ernennung zum Generalarzt. Im Mai 2013 wurde er in den Ruhestand versetzt.
Nach seiner Pensionierung blieb er Lehrbeauftragter an der Ludwig-Maximilians-Universität München, war Vorsitzender des Förderkreises und der Tumorhilfe am Bundeswehrzentralkrankenhaus und Vorsitzender der Gesellschaft für Geschichte der Wehrmedizin an der Sanitätsakademie der Bundeswehr sowie Mitglied im Beratungsgremium Wehrmedizinische Ethik beim Inspekteur des Sanitätsdienstes und im Wissenschaftlichen Beirat des Instituts für Präventivmedizin der Bundeswehr.
Grunwald war Chefredakteur der Zeitschrift Medical Corps International Forum.
Grunwald starb am 14. Januar 2023.

## Schriften
- Studien zum militärärztlichen Ausbildungswesen in Deutschland: 1919–1945 (= Schriftenreihe der Münchener Vereinigung für Geschichte der Medizin. Band 6). Demeter Verlag, Gräfelfing 1980 (Dissertation).
- Die Auseinandersetzungen um das Recht der bayerischen Militärärzte auf Zivilpraxis von 1804 bis 1914. 1980 (Medizinische Dissertation).